# Kafr Rammah
Kafr Rammah (arab. كفر رماح) – miejscowość w Egipcie, w muhafazie Al-Minufijja. W 2006 roku liczyła 2839 mieszkańców.